# Alexander von Bergamo

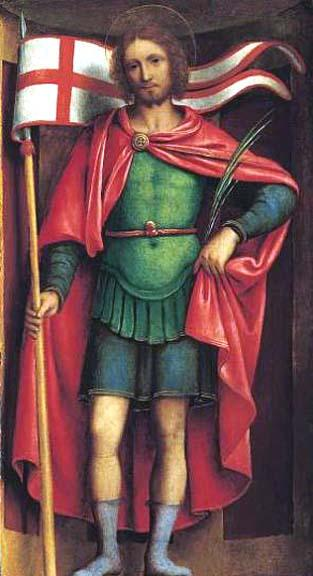
Gemälde von Bernardino Luini

Der heilige Alexander von Bergamo war ein römischer Soldat in der Thebäischen Legion. Er starb den Märtyrertod, nachdem er Götzenbilder in Gegenwart von Kaiser Maximian geschändet hatte. Er ist der Schutzheilige von Bergamo, dessen Dom sein Patrozinium trägt. Sein Fest wird am 26. August gefeiert.
Im Zusammenhang mit der Übertragung von Reliquien Alexanders wird im Jahr 835 erstmals die Kapelle St. Ursula in Kempraten erwähnt: Ein Diakon der Abtei Fulda wurde auf seiner Rückreise aus Italien von einem segensreich wirkenden Priester in Kempraten freundlich aufgenommen. Zum Dank überlassene Reliquien des Heiligen begründeten die Geschichte des Wallfahrtsorts, an dem viel Volk Heilung in leiblicher und geistiger Not erflehte, wie der Mönch Rudolf von Fulda aufzeichnete.

## Eintrag in der Schedelschen Weltchronik von 1493
Alexander von Bergamo verfügt als Alexander ritter auß der schar Thebeorum über einen eigenen Kurzeintrag samt Porträt in Hartmann Schedels Weltchronik von 1493, einer Art Enzyklopädie des ausgehenden Mittelalters. Auf Blatt CXXIIII heißt es:
„Alexander der gestreng ritter. einer auß der schar Theborum hat zu diser zeit als er zu Bergomo in der statt den cristenlichen namen bestendigclich geprediget. nach vnzalichen daselbst geuebten tugenten in abschneidung seins hawbts die marter erlich volbracht dess leichnam begruebe Grata ein heilige wittibin auff iren grund vnd poden. daselbst wardt ein loeblicher tempel der nach vorhanden ist gepawet.“